# Linha do tempo do terrorismo no Egito (2013-presente)
A insurgência do terrorismo no Egito teve início logo após o golpe de estado de 2013 que destituiu o presidente Mohamed Morsi, um ano após sua ascensão ao poder. Em paralelo aos protestos em massa contra o golpe de 3 de julho e a uma escalada da insurgência jihadista já em curso na Península do Sinai, militantes pró-Irmandade Muçulmana iniciaram ataques violentos contra policiais e soldados no Egito Central e Ocidental. Nos meses seguintes, novos grupos armados islâmicos foram criados com o objetivo de reinstaurar o governo islâmico no Egito, como os Soldados do Egito e o Movimento de Resistência Popular. Desde 2013, a violência no Egito continental tem se intensificado e se desenvolvido em uma insurgência islâmica de baixa intensidade contra o governo egípcio.